# Харчук, Борис Никитович
Борис Никитович Харчук (укр. Бори́с Мики́тович Харчу́к; 13 сентября 1931, Лозы — 16 января 1988, Рига) — украинский советский писатель, журналист, редактор. Член Союза писателей СССР (с 1958).

## Биография
Родился в крестьянской семье. После окончания школы в 1950 поступил в Кременецкий педагогический институт, откуда перевёлся в Полтаву.
В 1954 году окончил историко-филологический факультет Полтавского педагогического института им. В. Короленко, позже Высшие литературные курсы в Москве. Работал научным сотрудником литературно-мемориального музея И. П. Котляревского, журналистом, был заведующим сектором прессы ЦК ЛКСМ Украины.
В 1960 году стал первым редактором украинского детского журнала «Малятко», позже — был ответственным секретарём журнала «Знання та праця». Затем полностью посвятил себя творческой работе.
В 1968 г. был в числе подписавших Письмо-протест 139 на имя Леонида Брежнева, Алексея Косыгина и Николая Подгорного с требованием прекратить практику противозаконных политических судебных процессов.
Жил в Киеве. Умер от инфаркта в Риге 16 января 1988. Похоронен на киевском Берковецком кладбище.
Дочь — Роксана Харчук (р. 1964) — украинская писательница, литературовед.

## Творчество
Борис Харчук — автор романов, повестей, рассказов, новелл, эссе, на страницах которых проводил художественное исследование украинского национального характера и народной морали, особенно крестьянства, утверждал духовные ценности. Ещё будучи студентом начал писать стихи. Одновременно посещал литературное объединение при редакции областной газеты «Зоря Полтавщини»
Уже с начала 1970-х годов его произведения выходили с купюрами, что привело к первому инфаркту в 1972 году.
Его повесть «Вишнёвые ночи» в 1992 году была экранизирована украинскими кинематографистами. Произведения Б. Харчука ещё при жизни переводились на английский, немецкий, испанский, армянский, русский, таджикский и другие языки.

## Избранная библиография
Сборники повестей и рассказов:
- «Йосип з гроша здачі» (1957)
- «З роздоріжжя» (1958)
- «Станція „Настуся“» (1965)
- «Закам’янілий вогонь» (1966)
- «Неслава» (1968)
- «Зазимки й весни» (1967)
- «Горохове чудо» (1969)
- «Помста» (1970)
- «Школа» (1979)
- «Материнська любов» (1972)
- «Невловиме літо» (1981)
- «Облава» (1981)
- «Українські ночі» (1985)
- «Подорож до зубра» (1986).
- «Мертвий час» (1987)

## «Світова верба»
романы:
- «Волинь» (тетралогия, 1959—1965)
- «Майдан» (1970)
- «Хліб насущний» (1976)
- «Довга гора» (1979; отредакт. «Кревняки», 1984)
- «Межі і безмежжя» (написан в 1966, издан посмертно)

эссе:
- «Слово і народ» (1988).

## Экранизации
- Вишнёвые ночи

## Награды и премии
- Премия Кабинета Министров Украины имени Леси Украинки за произведения литературы и искусства для детей и юношества (1992, посмертно)